# Cornutiplusia patefacta
Cornutiplusia patefacta là một loài bướm đêm trong họ Noctuidae.